# JR貨物U20A形コンテナ
U20A形コンテナ（U20Aがたコンテナ）は、日本貨物鉄道（JR貨物）輸送用として籍を編入している12 ft 形の、私有コンテナ（有蓋コンテナ）である。
形式の数字部位「20」は、コンテナの容積を元に決定される。このコンテナ容積20 m3の算出は、厳密には端数四捨五入計算のために、内容積19.5 m3 - 20.4 m3の間に属するコンテナが対象となる。。また形式末尾のアルファベット一桁部位「A」は、コンテナの使用用途（主たる目的）が「普通品の輸送」を表す記号として付与されている。

## 特記事項
2000年（平成12年）度より製造された、20A形コンテナの私有コンテナ版である。また番台を問わず、すべてのコンテナには「コキ100系貨車限定／第1積載限界適用」ならびに、最大全高2.6 mのために規格外・ハローマーク = H 表記がある。

## 番台毎の概要

### 0番台
1 - 40
全国通運所有。総重量6.6t。コキ100系貨車限定。第1積載限界適用。

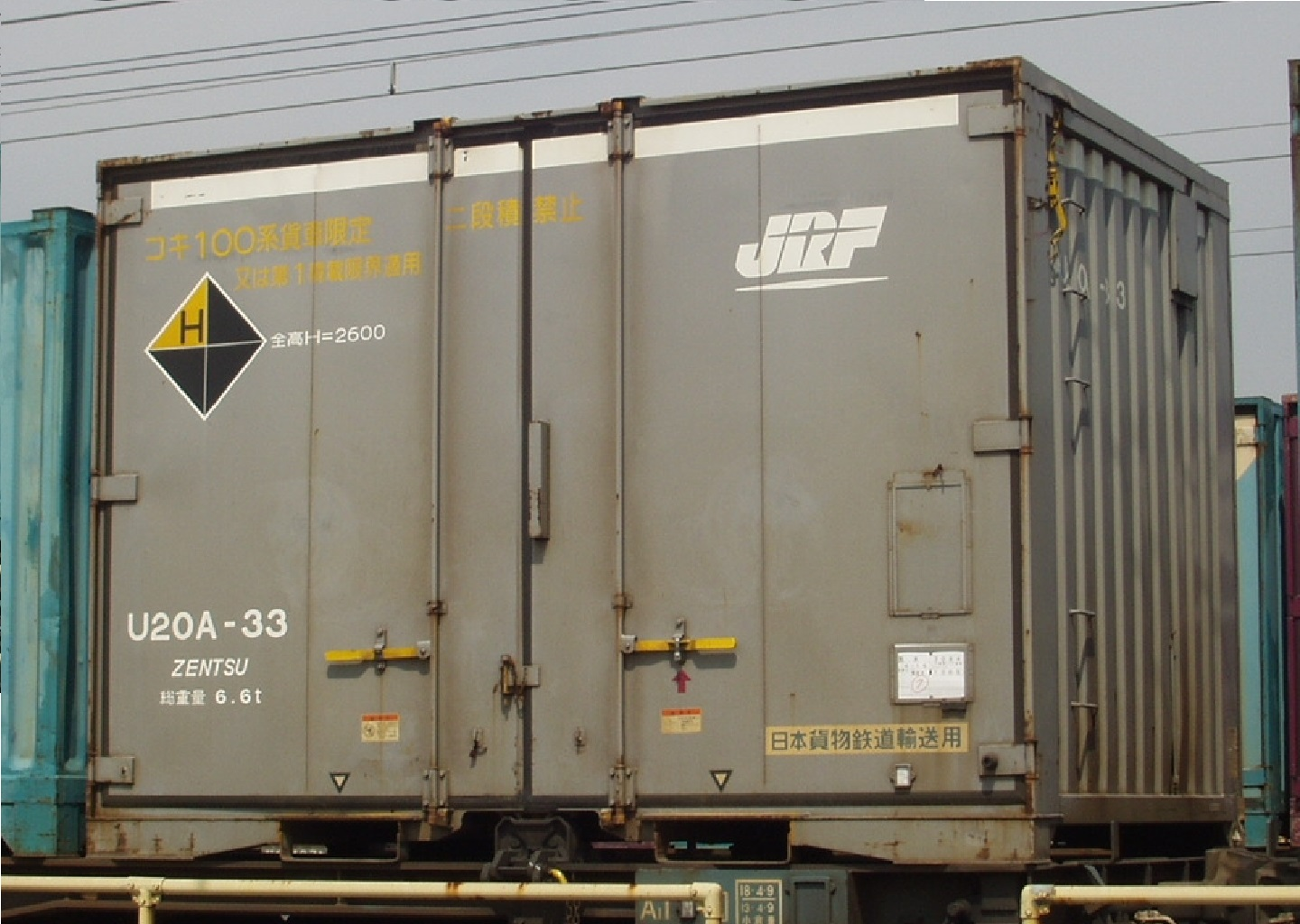
U20A-33 全国通運所有。

### 500番台
501 - 510
全国通運所有。自重1.8t。コキ100系貨車限定。第1積載限界適用。
511 - 540
日本通運所有。自重1.8t。コキ100系貨車限定。第1積載限界適用。
541 - 560
日本通運所有。総重量6.8t。コキ100系貨車限定。第1積載限界適用。
561 - 570
日本通運所有、日産自動車借受。総重量6.8t。コキ100系貨車限定。第1積載限界適用。
571 - 580
日通商事所有、ジェイテクト借受。総重量6.8t。コキ50000積載禁止（但し書きなしの個体もあり）。
581
日本通運所有、日立建機借受。総重量6.8t。コキ100系貨車限定。第1積載限界適用。

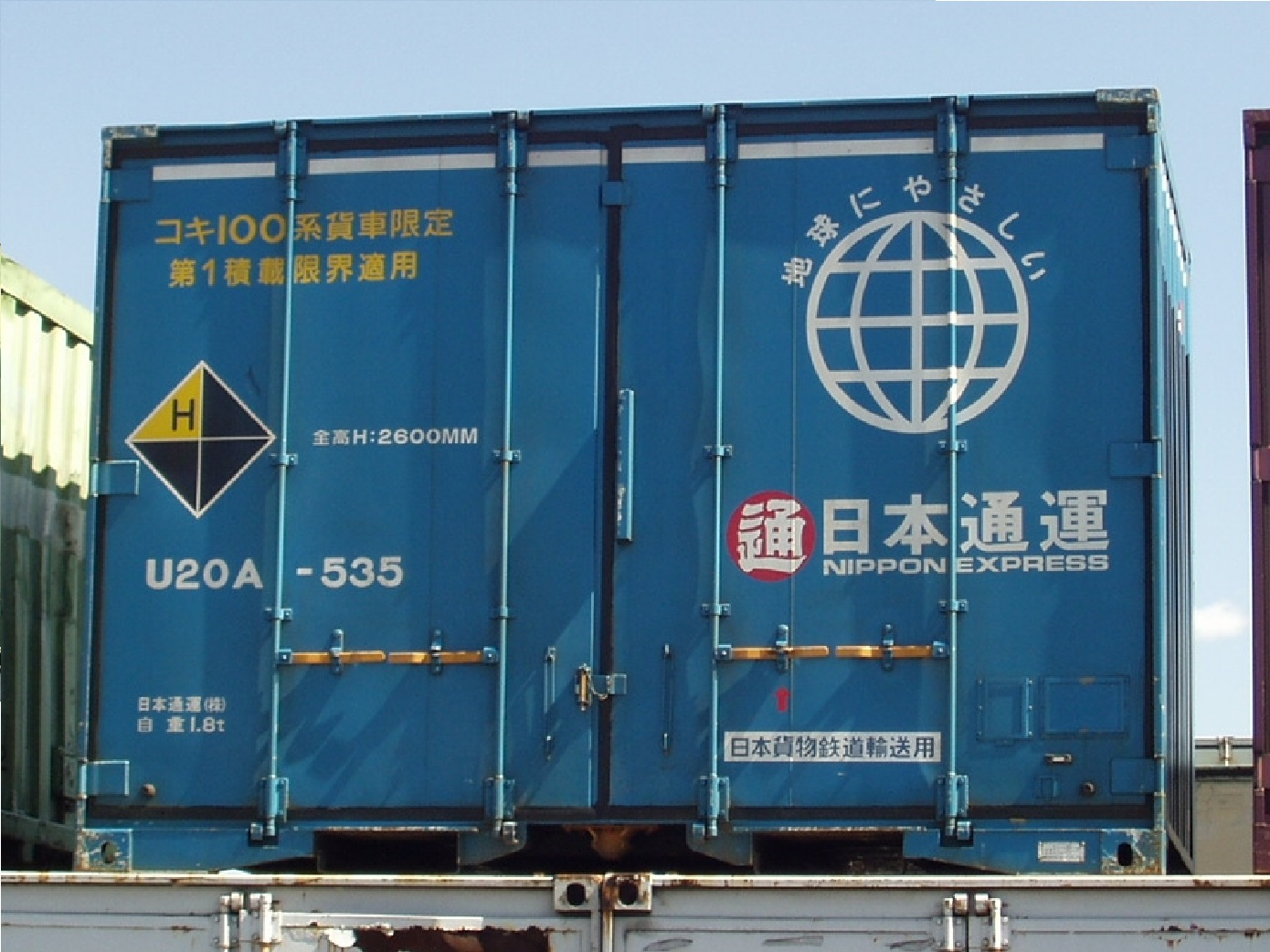
U20A-535 日本通運所有。（日通旧ロゴ時代）
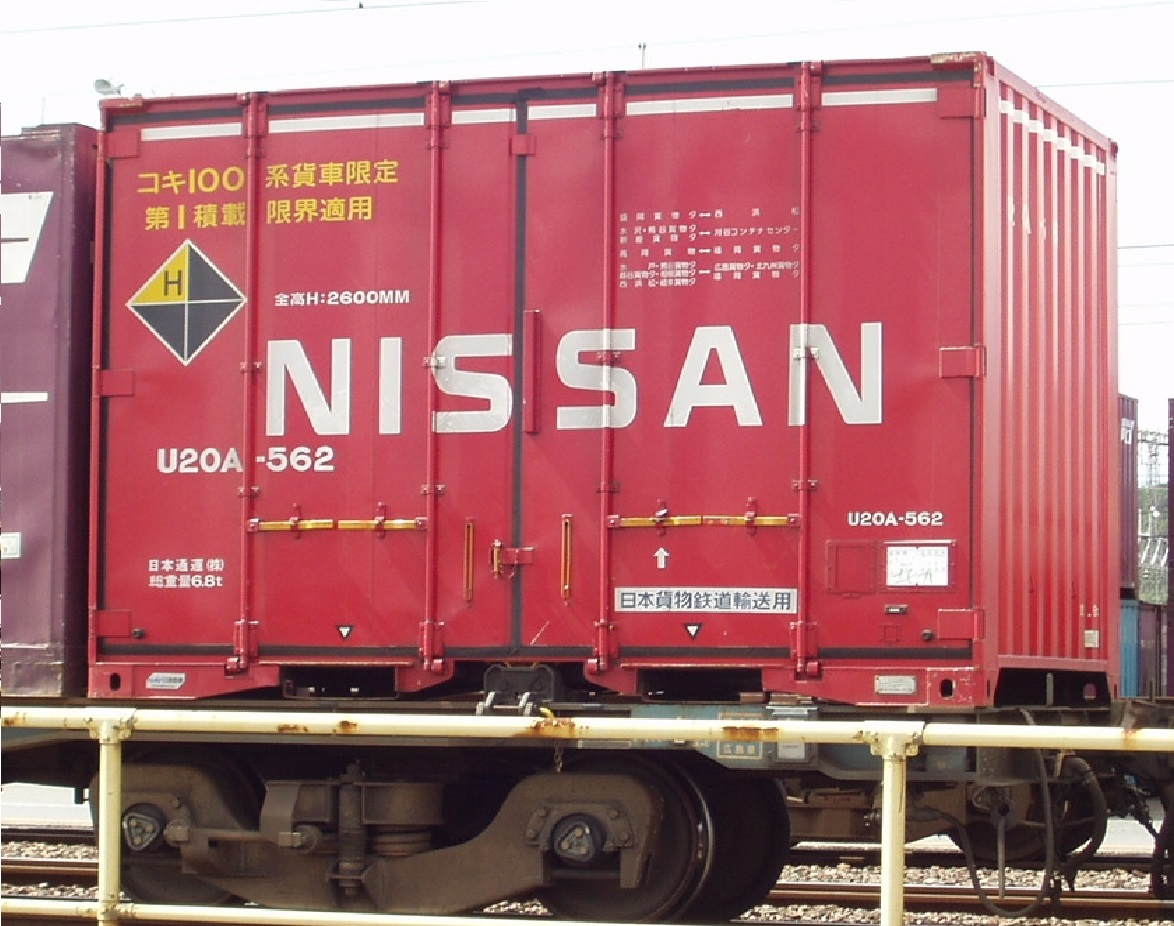
U20A-562 日本通運所有、 日産自動車借受。

### 5000番台
5001
鉄道貨物協会所有。養生機能を備えた試験コンテナ。外見は日通の500番台と同一。

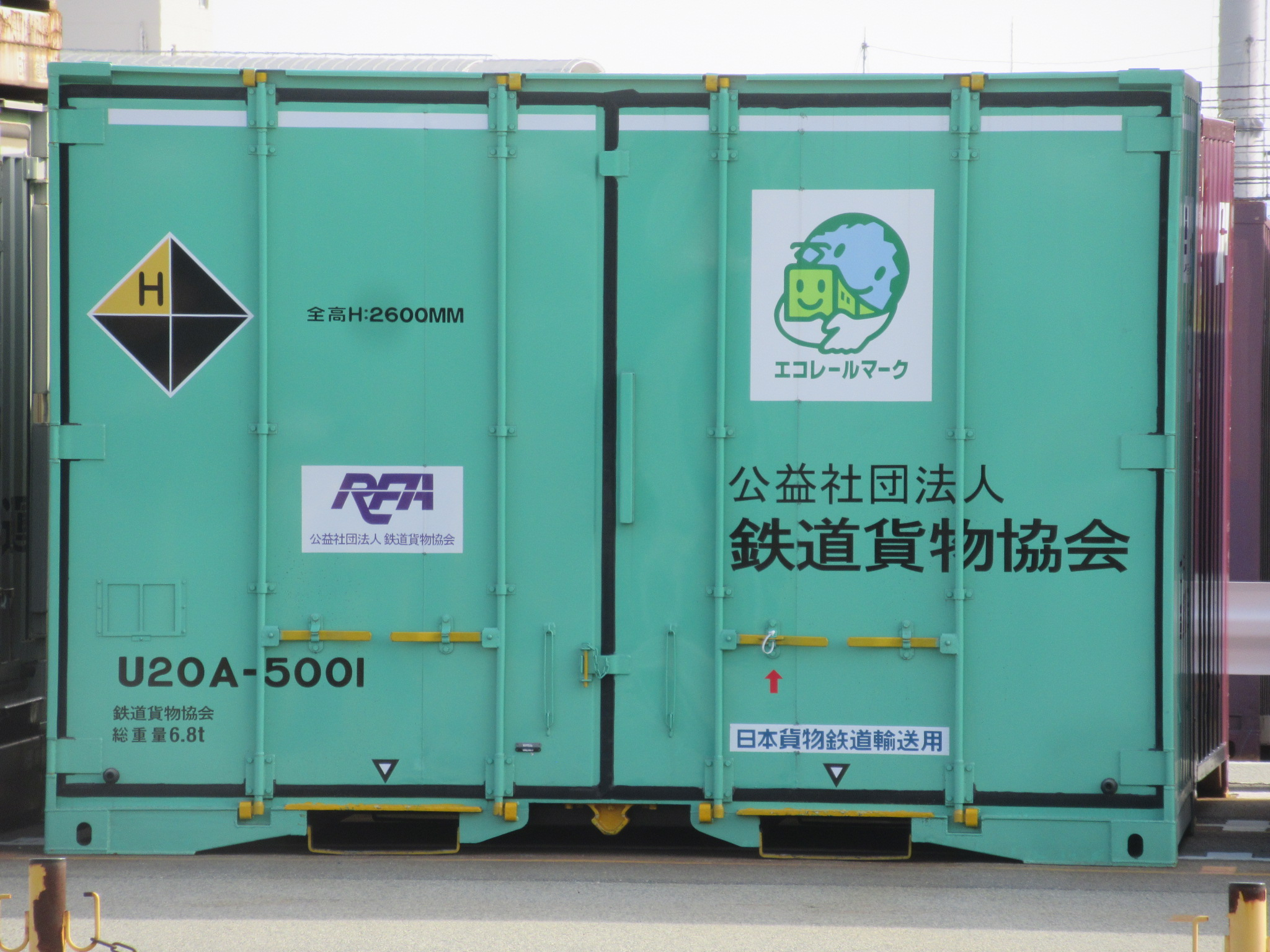
U20A-5001 鉄道貨物協会所有。